# 33803 Julienpeloton
33803 Julienpeloton este o planetă minoră (asteroid) din centura de asteroizi. A fost descoperită pe 12 noiembrie 1999 la Stația Anderson Mesa de Lowell Observatory Near-Earth-Object Search. 
Obiectul prezintă o orbită caracterizată de o semiaxă mare de 2,190646 UAi, o excentricitate de 0,2, o înclinație de 6,81522 ° în raport cu ecliptica.